# Temelín
Temelín è un comune della Repubblica Ceca facente parte del distretto di České Budějovice, in Boemia Meridionale.
Il comune è sede della principale centrale nucleare del paese, con una potenza installata di 1 923 MW ed un ampliamento previsto a 3 200 MW.